# Helmi Gasser
Wilhelmine «Helmi» Gasser (* 8. Juni 1928 in Luzern; † 13. Dezember 2015 in Basel) war eine Schweizer Kunsthistorikerin und Autorin.

## Leben
Gasser wurde 1928 als Tochter eines Zahnarztes in Luzern geboren und wuchs in Basel auf. Nach ihrer Matura in Basel studierte sie Kunstgeschichte, Archäologie und deutsche Literatur in Basel und an der Sorbonne in Paris. Nach ihrer Promotion zur Dr. phil. bearbeitete sie 1955 den Nachlass von Heinrich Wölfflin. Von 1955 bis 1961 war sie Basler Kunstkorrespondentin der Neuen Zürcher Zeitung. Anschliessend arbeitete sie bis 1978 als Adjunktin der Basler Denkmalpflege. Ab 1979 inventarisierte sie die Urner Kunstdenkmäler. 
In der von der Gesellschaft für Schweizerische Kunstgeschichte publizierten Buchreihe Die Kunstdenkmäler der Schweiz wurden ab 1986 mehrere Bücher von Gasser über Uri veröffentlicht. Weitere ihrer Publikationen erschienen in der Reihe Schweizerische Kunstführer.
Gasser war Mitglied mehrerer historischer und kunsthistorischer Gesellschaften. 1998 wurde sie Ehrenbürgerin des Kantons Uri. 2004 erhielt sie die Altdorfer Ehrenmedaille.

## Werke (Auswahl)
- Das Gewand in der Formensprache Grünewalds (1955)
- Band 78. Uri II. Die Seegemeinden (1986, erschienen in der Reihe Die Kunstdenkmäler der Schweiz)
- Band 96. Uri I.I. Altdorf, 1. Teil. Kantonseinleitung, Ortseinleitung, Sakralbau (2001, erschienen in der Reihe Die Kunstdenkmäler der Schweiz)
- Band 104. Uri I.II. Altdorf, 2. Teil. Öffentliche und private Bauten (2004, erschienen in der Reihe Die Kunstdenkmäler der Schweiz)
- zusammen mit Hans Stadler-Planzer: Das Haus im Eselmätteli Altdorf (1998, erschienen in der Reihe Schweizerische Kunstführer)
- Die Pfarrkirche St. Martin in Altdorf und ihr Bezirk (2008, erschienen in der Reihe Schweizerische Kunstführer)